# До мажор
До мажо́р (нем. C-dur, англ. C major) — тональность с тоникой ноты до, имеющая мажорное наклонение лада. Не имеет при ключе знаков альтерации. Общепринятые обозначения тонического аккорда до мажора: C, CM, Cmaj, CΔ.
На клавиатуре фортепиано гамма до мажора не имеет чёрных клавиш. До мажор часто называют «белой» тональностью. Композиторы избирали До мажор в качестве тональности для пьес, открывающих циклические формы, такие как циклы прелюдий, фуг, инвенций, этюдов и других жанров.

## Общие характеристики
Как отмечает Татьяна Бершадская, в привычном определении до мажора (и любой иной сходной дефиниции) как тональности в действительности наличествует два явления: лад и абсолютная высота его реализации — тональность. В этой связи Болеслав Яворский предлагал использовать термин «ладотональность» как более полный. Исходя из этого, в дефиниции до мажора «до» является собственно тональностью, а «мажор» — видом ладовой организации.
Звукоряд до мажора внешне совпадает со звукорядом ионийского лада от тона до. Однако, как замечает Вальтер Ачерсон, это справедливо лишь в отношении интервальной структуры звукорядов, при различной функциональной значимости тонов звукоряда в ионийском ладу и мажоре. Карл Дальхауз подчёркивает, что в данном случае уместно разграничение на «модус» (до ионийский) и собственно тональность (до мажор).
До мажор является отправной точкой квинтового круга как тональность не содержащая ключевых знаков.
Рассуждая о квинтовом круге, Арнольд Шёнберг отмечал особую значимость одноимённого минора как тональности, имеющей ту же доминанту, что и одноимённый мажор. В этом смысле Шёнберг не был удовлетворён квинтовым кругом, ведь минорные тональности с его точки зрения имели особую связь не с одной тональностью (параллельной), а с двумя (параллельной и одноимённой). В своей работе «Структурные функции гармонии» (англ. Structural functions of harmony) он приводит альтернативную схему расположения тональностей, где до мажор является центром системы, окруженным четырьмя ближайшими тональностями: одноименной (до минор), параллельной (ля минор), субдоминантой (фа мажор) и доминантой (соль мажор).
Говоря об общих мелодических истоках модальности и более высоких ладовых форм, Юрий Холопов отмечал, что центральным элементом до мажора в венском классицизме являлся не только аккорд c—e—g, но и его интервальные звукоотношения (терции c—e, e—g и кварта g—c), а также их мелодические производные.
Специфика звучания тех или иных тональностей и их взаимосвязь с самим произведением становится предметом эксперимента в XVIII веке. В 1718 году был проведён эксперимент на живой слушательской аудитории: произведение, сочинённое в до мажоре, было сыграно сначала в оригинальной тональности, затем транспонировано на полтона выше. Публика отметила, что два исполнения отличаются разительно. Тот же эксперимент с первой прелюдией из баховского Хорошо темперированного клавира провёл два века спустя Мартин Титл, найдя непригодной для спокойствия до мажора нервозность звучания этой прелюдии на полтона выше.
Характер звучания До мажора занимает особое место в неравномерной темперации, получившей распространение в XVII—XVIII веках: в различных исторических строях самыми чистыми являются тональности, наиболее близкие к до мажору. Так, в строе Иоганна Кирнбергера (Кирнбергер III) используются чистая большая терция, чистая малая терция и чистая квинта — все эти интервалы сочетаются в до мажоре, делая тонический аккорд этой тональности акустически чистым. Как отмечает Андрей Волконский, в циркулирующих системах, появившихся после мезотонического строя, таких как система Арнольта Шлика, до мажор оставался центром тяжести.

## Характеристика тональности в трудах ученых и композиторов

### XVII век
Одним из первых, кто описал выразительные свойства тональностей, был французский композитор и теоретик Марк-Антуан Шарпантье. В трактате «Правила композиции» (фр. Règles de composition, около 1693 года) Шарпантье даёт до мажору эпитеты «радостный и воинственный».
В 1691 году Жан-Жак Руссо писал о до мажоре: «подходит для вещей радостных и для тех, что говорят о величии».

### XVIII век
Начиная с эпохи барокко, до мажор начинает восприниматься как «белая» тональность, которой композиторы открывали циклические формы.
Немецкий композитор и теоретик Иоганн Маттезон в трактате «Вновь открытый оркестр» (нем. Das Neu-eröffnete Orchester, 1713 год) писал о до мажоре: «Имеет грубые и дерзкие качества. Характер танцевального жанра réjouissances. Способный композитор применит эту тональность и для чего-то нежного».
Французский композитор Жан-Филипп Рамо говорит о до мажоре в своём «Трактате о гармонии» (фр. Traité de l’Harmonie, 1722 год): «Музыка ликования и благодарности (так же как ре или ля мажор)».
Немецкий писатель и органист Кристиан Фридрих Шубарт в своей работе «Идеи к эстетике музыкального искусства» (нем. Ideen zu einer Ästhetik der Tonkunst, 1784/1785 год) даёт характеристику до мажору: «Абсолютная чистота. Характер невинности, наивности, простоты, так говорит дитя».
В конце XVIII века, в 1797 году, французский композитор Андре Гретри характеризует до мажор так: «благородный и ясный».

### XIX век
Э. Т. А. Гофман в сцене творческого экстаза Крейслера из «Крейслерианы» описывает происходящее после взятия капельмейстером до-мажорного аккорда: «В диком, бешеном веселье пляшем мы над раскрытыми могилами? Так будем же ликовать! Те, что спят здесь, не услышат нас. Веселее, веселее! Танцы, клики — это шествует дьявол с трубами и литаврами».
В своем трактате об инструментовке Гектор Берлиоз говорит об исключительности до мажора, поскольку эта тональность, казалось бы, включает в себя открытые струны на скрипке, но при этом звучит глуховато и затемнённо, не в пример иным тональностям, ступени которых совпадают с открытыми струнами.

### Цвето-тональные ассоциации некоторых композиторов и музыкантов
Ряд композиторов, таких как Николай Римский-Корсаков, Александр Скрябин, обладали так называемым «цветным слухом», позволявшим им слышать те или иные тональности в определённом цвете. Для Римского-Корсакова До мажор имел белый цвет, известный пианист и педагог Константин Игумнов так же оценивал его как светлый. В то же время Скрябин воспринимал эту тональность как красную, имеющую цвет ада и воплощающую материальное. Константин Сараджев в свою очередь воспринимал До мажор как черный цвет.
Результаты анкетирования музыкантов разных профессий на предмет цвето-тональных ассоциаций показали, что До мажор ощущается большинством как белая тональность.

### Пианистический аспект гаммы до мажор
Отсутствие чёрных клавиш на фортепиано в гамме До мажора не означает, однако, технической простоты в исполнении. Воспоминания учеников Фредерика Шопена свидетельствуют о том, что Шопен оставлял эту гамму для более поздних этапов обучения, предпочитая начинать занятия с тональости Си мажор, как наиболее удобной для руки гаммы.

## Отдельные случаи использования
Известна фраза, брошенная Шарлем Гуно: «только Бог пишет в до мажоре». Из 16 месс, сочинённых Гуно, 6 написаны в этой тональности.
Как отмечает музыковед Дэвид Фаннинг, тональность до мажор с её «белым светом» часто возникала в особенные моменты обращения к божественному началу. Среди примеров такого обращения Фэннинг приводит хор «Praise to the Holiest in the Height» из оратории Эдуарда Элгара «Сон Геронтия», генделевские по духу хоры из оперы Карла Нильсена «Саул и Давид», хор «Gloria!» из оперы «Царь Эдип» Стравинского, Gloria из Второй симфонии Альфреда Шнитке, «Credo» Арво Пярта.
Сходным образом оценивает до мажор Гэри Фаржон, отмечая, среди других качеств, его религиозно-возвышенный характер, «белый свет». В качестве примеров Фаржон приводит увертюру к «Нюрнбергским мейстерзингерам» Рихарда Вагнера, ораторию Гайдна «Сотворение мира», где на словах «И стал свет» (нем. und es ward Licht) звучит До мажор.
По мнению Фаннинга, в ряде сочинений, имеющих политическую подоплеку, До мажор используется в качестве особенно торжественной, помпезной, прославляющей тональности. Так, Сергей Прокофьев в своей «Кантате к двадцатилетию Октября» в коде последней части «Конституция» прибегает к До мажору на заключительных словах из речи Сталина 1936 года: «мобилизует на новую борьбу для завоевания новых побед коммунизма». В «Здравице», посвящённой юбилею Сталина Прокофьев вновь широко использует до мажор. Дмитрий Шостакович так же использовал эту тональность в контексте политически значимых сочинений: начало Седьмой «Ленинградской» симфонии и кантаты «Песнь о лесах», песня «Родина слышит» на слова Долматовского. Гимн Советского Союза печатался по умолчанию в до мажоре, хотя и не всегда исполнялся в этой тональности. Наконец, «Портрет Линкольна» Аарона Копленда завершается в до мажоре на торжественных словах из Геттисбергской речи: «власть народа, волей народа и для народа не исчезнет с лица земли» (англ. that government of the people, by the people, for the people, shall not perish from the earth).
Иным образным полюсом тональности является непосредственность, открытость, невинность, на что указывал Шубарт. В качестве примеров такого бытования тональности Фаннинг приводит «Волшебный сад» (фр. Le jardin féerique) из «Моей Матушки-Гусыни» Мориса Равеля, «Джульетту-девочку» из балета «Ромео и Джульетта» Прокофьева, а также тему Пети из его симфонической сказки «Петя и Волк», крайние части Первого струнного квартета Шостаковича.
Как отмечают Ирина Ванечкина и Булат Галеев, у Римского-Корсакова «веселые хороводы и песни скоморохов написаны в „светлых“, „радостных“ тональностях — C, G, D, F».

## Некоторые произведения академической музыки
Ниже приведён список некоторых произведений, либо важных частей и фрагментов произведений, написанных в тональности До мажор. Комментарии приводятся сообразно оценке Фаннинга:
- Барток
  - Опера «Замок герцога Синяя Борода»: владения герцога (Пятая дверь) [До мажор как тональность авторитета]
  - Балет «Деревянный принц»: начало [До мажор как тональность восхода солнца]
- Бетховен
  - Опера «Фиделио»: заключительный хор «Heil sei dem Tage» [До мажор как тональность прославления]
  - Соната для фортепиано № 3
  - Соната для фортепиано № 21
  - Концерт для фортепиано с оркестром № 1
  - Симфония № 1
  - Симфония № 5 [До мажор как финальная цель]
- Бизе
  - Симфония До мажор [До мажор как тональность классицистской убежденности]
- Бузони
  - Сонатина для фортепиано [До мажор как тональность классицистской убежденности]
- Вагнер
  - Увертюра к опере «Нюрнбергские мейстерзингеры», а также заключительный хор [До мажор как тональность прославления нации]
  - Финал I акта оперы «Парсифаль» [До мажор как тональность прославления]
- Гайдн
  - Хоровая реплика «И стал свет» из оратории «Сотворение мира» [До мажор как тональность религиозного прославления]
- Глинка
  - Хор «Славься» из оперы «Жизнь за царя» [До мажор как тональность патриотических чувств]
- Моцарт
  - Симфония № 36 («Линцская»)
  - Симфония № 41 («Юпитер»)
- Попов
  - Симфония № 1: финал, кода [До мажор как тональность победы]
- Прокофьев
  - Концерт для фортепиано с оркестром № 3
  - Симфония № 4, первая редакция, Op. 47; вторая редакция, Op. 112 [До мажор как тональность классицистской убежденности]
  - Русская увертюра [До мажор как тональность прославления нации]
  - Соната для фортепиано № 9 [До мажор как тональность классицистской убежденности]
  - Соната для двух скрипок [До мажор как тональность классицистской убежденности]
  - Соната для виолончели и фортепиано [До мажор как тональность классицистской убежденности]
- Пярт
  - Credo (1968) [До мажор как тональность прославления]
- Сибелиус
  - Симфония № 3
  - Симфония № 7
- Стравинский
  - Симфония in C
  - Октет
  - Хор «Gloria!» из оперы «Царь Эдип» [До мажор как тональность авторитета]
- Типпетт
  - Симфония № 2 [До мажор как тональность классицистской убежденности]
- Хренников
  - Концерт для скрипки с оркестром № 1
  - Концерт для скрипки с оркестром № 2
  - Концерт для виолончели с оркестром № 1
  - Концерт для фортепиано с оркестром № 2
- Шнитке
  - Симфония № 1 [До мажор как ирония]
- Шостакович
  - Симфония № 4: кода финала (ц.238-245)
  - Симфония № 7: начало, тема главной партии [До мажор как тональность авторитета]
  - Симфония № 8: финал, кода [До мажор как тональность победы]
  - Симфония № 13: II. «Юмор» [До мажор как игра]
  - Балет «Болт»: танец комсомолок
  - Песня «Родина слышит»
- Штраус, Р.
  - Альпийская симфония: ц.80-86 [До мажор как тональность восхода солнца]
  - «Так говорил Заратустра»: начало [До мажор как тональность восхода солнца]

## Комментарии
1. ↑  La Réjouissance или «Радость» — название одной из частей «Музыки фейерверка» Генделя.